# Flying Laptop
Flying Laptop ist ein Kleinsatellit und Amateurfunksatellit, der ab 2004 am Institut für Raumfahrtsysteme der Universität Stuttgart entwickelt und am 14. Juli 2017 gestartet wurde.

## Mission
Flying Laptop verfolgt vier Missionsziele: Ausbildung, Technologieerprobung, Erdbeobachtung und Schaffung von Infrastruktur.
Flying Laptop wurde von Doktoranden der Universität Stuttgart entwickelt und gefertigt. Durch Lehrveranstaltungen, Praktika und Abschlussarbeiten wurden Studierende in das Projekt eingebunden. Wesentliche Elemente des Satellitenbusses sind Neuentwicklungen im Rahmen von Industriekooperationen, die im Rahmen der Flying Laptop Mission im All erprobt werden sollen. Große Teile der Nutzlast wurden am Institut für Raumfahrtsysteme entwickelt und sollen ebenfalls erprobt werden. Flying Laptop verfügt über zwei Kamerasysteme in verschiedenen Spektralbereichen zur Erdbeobachtung und Vegetationsanalyse. Neben einem Kontrollzentrum und einer Bodenstation mit S-Band Antennenanlage wurde am Institut für Raumfahrtsysteme ein Reinraum gebaut, in dem der Satellit integriert wurde.

## System
Flying Laptop ist ein dreichachs-stabilisierter Satellit mit ca. 120 kg Masse und einem Volumen von 60 × 70 × 85 cm. Zur Energiegewinnung sind drei Solarpaneele, davon zwei entfaltbar, verbaut. Die Kommunikation erfolgt im kommerziellen S-Band, Nutzlastdaten werden im nicht-kommerziellen Amateurfunk-Bereich des 13-Zentimeter-Bands übertragen. Neben optischen Nutzlasten sind ein Empfänger für Automatic Identification System (AIS) und ein Laser-Downlink Experiment verbaut.

## Bodenstationen
In der ersten Phase des Fluges sind drei Bodenstationen des Deutschen Zentrums für Luft- und Raumfahrt in Kontakt mit dem Satelliten: Weilheim in Bayern, Inuvik in Kanada und GARS-O’Higgins in der Antarktis. Später hält hauptsächlich die Bodenstation des IRS in Stuttgart den Kontakt zum Satelliten. Darüber hinaus wird eine Bodenstation des Geoforschungszentrums Potsdam in Ny-Ålesund auf Spitzbergen zum zusätzlichen Empfang von Satellitendaten verwendet.

## Missionsverlauf
Der Start erfolgte am 14. Juli 2017 von Baikonur in Kasachstan. Noch am selben Abend konnten in Deutschland die ersten Telemetriedaten empfangen werden. Nach einer erfolgreichen Inbetriebnahme im Orbit wurde fünf Tage nach dem Start das erste vom Satelliten aufgenommene Bild am Boden empfangen. Die vom Flying Laptop gesammelten Daten werden inzwischen im Routinebetrieb erfasst und ausgewertet. Alle Satellitensysteme arbeiten stabil und eine Vielzahl an Missionszielen konnte bereits im ersten Jahr des Betriebs erreicht werden.